# 泊車

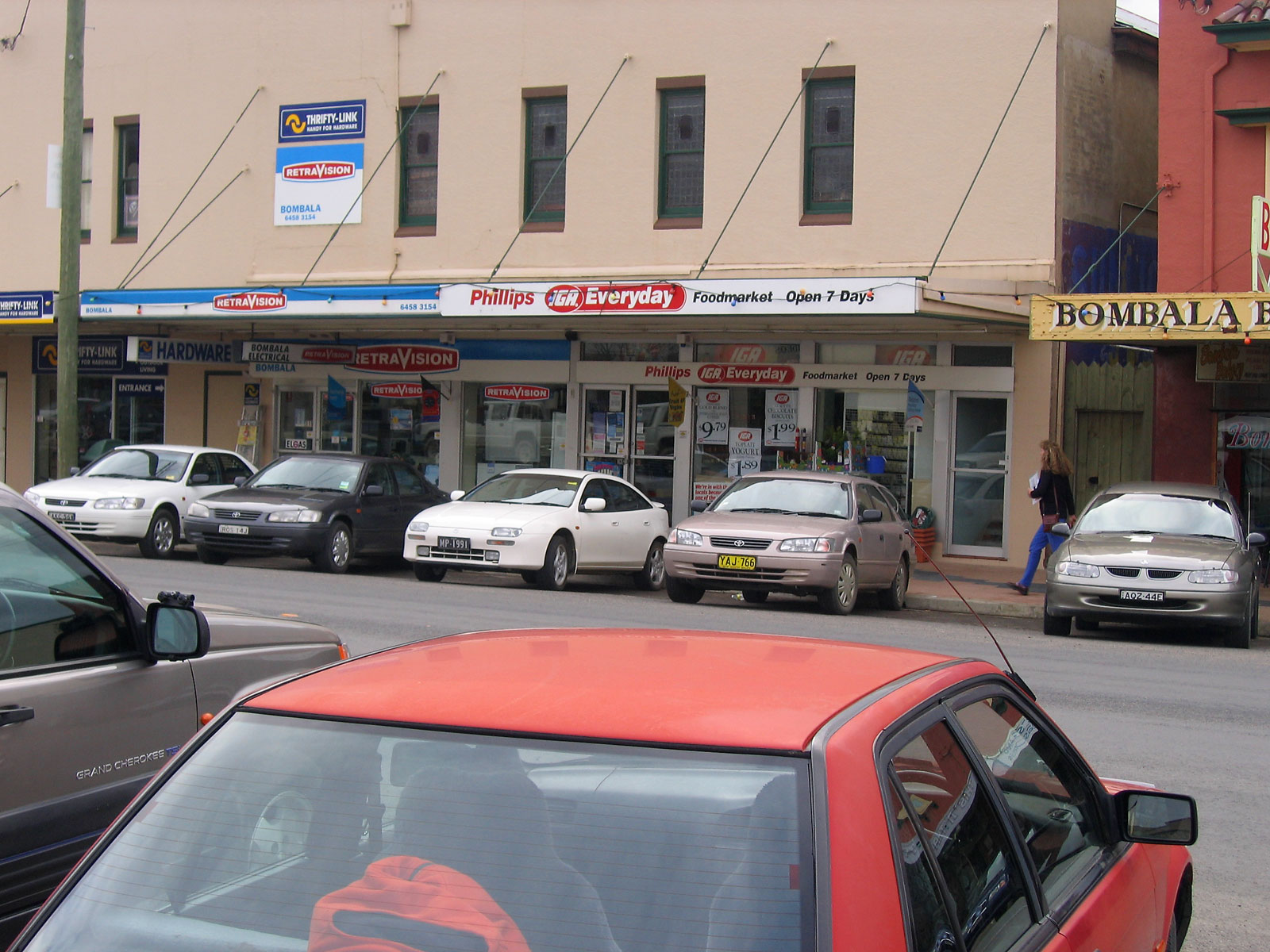
停在路边的车辆

泊車（Parking）是一种交通活動，也是一項常見的商業服務，是指司機把汽车、摩托车、單車等停泊在馬路边、停車場内等位置。停车服务有免費的，也有需要付費的服務。在地產發展項目中，泊車位的多少及位置也是重要計劃的環節，它代表交通方便。
根据交通规则，司机在靠路边停车时要提前打开转向灯提醒后方车辆和行人，司機與乘客在打开车门下车前要确认周围没有正在行驶的自行车和摩托车等，在停车场内停车则要注意过往行人，以免造成交通事故。此外如遇交通警察示意停车接受调查等，也应在合适的位置停车并打开车窗予以配合。

## 相關
- 停車場
- 八達通
- 悠遊卡
- 保險
- 塞車
- 車輪檔
- 車房
- 違規停車